# Dorstenia brownii
Dorstenia brownii är en mullbärsväxtart som beskrevs av Alfred Barton Rendle. Dorstenia brownii ingår i släktet Dorstenia och familjen mullbärsväxter. Inga underarter finns listade i Catalogue of Life.